# Крылов, Лев Владиславович
Лев Владисла́вович Крыло́в (21 июня 1920 — 2 октября 1987, Москва, РСФСР) — советский дипломат. Чрезвычайный и полномочный посол.

## Биография
На дипломатической работе с 1945 года.
- В 1945—1949 годах — сотрудник посольства СССР в Венесуэле.
- В 1949—1951 годах — сотрудник центрального аппарата МИД СССР.
- В 1951—1952 годах — сотрудник посольства СССР в Венесуэле.
- В 1952—1965 годах — на ответственной работе в центральном аппарате МИД СССР.
- В 1965—1967 годах — советник посольства СССР на Кубе.
- В 1967—1980 годах — на ответственной работе в центральном аппарате МИД СССР.
- С 24 июня 1980 по 19 августа 1986 года — чрезвычайный и полномочный посол СССР в Гвинее-Бисау[1].
- С 24 июня 1980 по 23 ноября 1981 года — чрезвычайный и полномочный посол СССР в Республике Острова Зелёного Мыса по совместительству[2].

Награждён орденом Дружбы народов (20.06.1980)